# ネオ・ウルトラQ
『ネオ・ウルトラQ』（ネオ・ウルトラキュー）は、2013年1月12日から同年3月30日まで、有料放送局WOWOWで放送された円谷プロ製作の特撮テレビドラマ。冒頭のタイトルロゴでは『NEO ULTRA Q』と表示されている。

## 概要
かつてウルトラシリーズの第1弾として1966年1月3日から7月3日までTBS系列にて放送された『ウルトラQ』の続編。
2004年に『Q』のリメイクとして制作された『ウルトラQ dark fantasy』とは異なり、「円谷プロ×wowow ウルトラ三大プロジェクト」の一環として企画され、現代で制作されたウルトラQの“セカンドシーズン”というコンセプトの元、制作された。当初は設定を合わせた直接の続編とする案もあったが、『Q』らしさを意識しつつ現代性を加えた『Q』の29話目以降という方向性で進められた。ただし、本作品においても『dark Fantasy』と同様、昭和版に多かった巨大怪獣はほとんど登場せず、さほど大きくないクリーチャーや怪物による事件を描いた不条理な心理ドラマやSFドラマが大半となっている。
WOWOWで放送されたハイビジョンリマスター版『ウルトラQ』に付属したミニドラマ『Q-異次元への扉』が制作のきっかけとなっており、スタッフ編成も同作のスタッフが中心となっている。
『ウルトラQ』にも謎が解決しないで終了する話は多々あったが、本作品ではその傾向がより強くなっている。キャラクター設定やタイトルイメージなどはキャストと各担当監督に委ねられており、一話ごとの独立性が高くなっている。また、担当監督ごとにオープニングのサブタイトルやテロップのフォントが全く異なるのも特徴。

## 登場人物
南風原 仁（）
40歳。超常現象の研究実績を持つ心理カウンセラー。
常に冷静沈着なスタンスを取っており、絵美子や正平らからの信頼も厚い。
- 苗字は金城哲夫の出身地である南風原町（はえばるちょう）に由来する。しかし、命名した脚本のいながききよたかは、金城へのリスペクトから沖縄の地名を用いたが、同町が金城の出身地とは知らず偶然の一致であったという。

渡良瀬 絵美子（）
26歳。トラベルカルチャー誌のライター。
人懐っこく行動力に優れる。
- 『ウルトラQ』の江戸川由利子に相当するポジションであることから、苗字は江戸川と同じ利根川水系の渡良瀬川に由来する。

白山 正平（）
28歳。バー・トビラのマスター。
異様に強い正義感を持っているため、感情的になって突っ走ることもしばしば。
屋島（）
南風原の恩師である大学教授。
誠実だが、飄々とした性格。
丹下（）
大学准教授。
自分よりも屋島に頼りにされている南風原をライバル視している。

## 登場怪獣・宇宙人
巡礼怪獣 ニルワニエ
第1話「クォ・ヴァディス」に登場。

禍々しい巨木のような外見の歩くだけの怪獣。古文書での漢字表記は爾流王仁恵。太陽黒点の極大活動期と深い関わりをもっており、1000年前の古文書にも出現の記録が残っている。
雷雨と共に地上に出現し市街地へと進行したため、怪獣抹殺を主張する市民たちと怪獣保護団体が衝突するきっかけとなった。南風原がニルワニエの這った後に残されていた粘菌を研究した結果、寂れたパワースポット・竜ヶ森を目指していることが判明する。竜ヶ森に到着してからは特殊部隊の発砲に一度は倒れたものの御神木と同化し、黒点極大活動を沈静化させた。

洗濯怪獣 ブレザレン
第2話「洗濯の日」に登場。
下町のとある商店街でクリーニング店・クリーニング・ブレザレンを経営するサンゴのような突起を持つ怪獣。言葉を発することはできないが、高い知能を持っているため、人間の文字は書けることから、店先には手書きのチラシが貼られている。
口から放出する青白い光の粒子で物体を浄化する能力を活し、衣服を洗浄している。商店街の住人たちからの信頼は厚く、「洗濯物がまるで新品のように綺麗になる」と好評である。
その能力を見込んだ東郷国連事務総長から汚染された地球全体の洗濯を直々に依頼されたため、フルパワーで粒子を吐き出した結果、地球全てが真っ白な粒子で包み込まれてしまった。
- デザインは後藤正行が担当した。デザイン画では体色は青であった。
- 見開いた目はCG処理による。
- 名前は新約聖書の兄弟たちを意味するブレザレンに由来する。
- 『ウルトラマンX』第17話で再登場が検討されたが、特殊な能力を持たないピグモンの方がストーリーに相応しいとの判断から実現には至らなかった。

宇宙ビジネスマン ヴァルカヌス星人・羽屋丈二
第3話「宇宙（そら）から来たビジネスマン」に登場。
人間の持つ負の感情こそが何よりも美しいとされるヴァルカヌス星から地球に来訪したビジネスマンの宇宙人。モスグリーンのローブを纏っており、ギョロギョロと動く瞳や顔面の鱗、鋭いかぎ爪といった爬虫類的特徴を持つ。日本人のような名前は、自らをヴァルカヌス星人だと宣言した上で名乗っている。
醜い容姿にコンプレックスを持っていた女性・美樹と「一定期間美しい容姿を与える代わりに、ヴァルカヌス星へ連れて行く」という内容の契約を結ぶ。その後、契約期間が終了したため、ファッションモデルとして活躍していた美樹をマネキンのように固め、契約通りヴァルカヌス星へ連れて行こうとする。しかし、南風原たちが屋島の開発した特殊装置によって土地に染み付いた負の感情を収集したため、それと交換する形で美樹を解放する。
その後はトビラで南風原たちや美樹と酒を酌み交わしていたが、元の醜い容姿に戻ってしまうことを憂えた美樹と共にヴァルカヌス星へと旅立ってしまった。
- 名前はローマ神話の火の神ウゥルカーヌスに由来する。

暗黒悪意 マーラー
第4話「パンドラの穴」に登場。
本来の世界に満ちていた悪意や憎しみ、無秩序や混沌が実体化した闇の塊。当初は単眼と口のみが存在する黒い塊の不完全な姿で出現し、徐々に人間のような姿の醜悪な怪人へと変貌していった。
南風原の後輩であり研究仲間だった黒木第千が落とし穴のような深い穴へと落ち、穴の底にあった石蓋をずらしてしまったことで彼の前にその姿を現す。目的は石蓋の下に存在する本体を再び世界に解き放つことだが、自ら石蓋を開けることは不可能であるため、「本来の世界の姿を見たくないか？」と黒木を唆し、石蓋を開けさせようとする。しかし黒木がそれを断固として拒否したため、昏睡状態にある恋人・ハルカの幻影を見せたり、コンプレックスを持っていた南風原に化けるなどして彼を苦しめる。その後、穴に差し込んできた朝日の光に怯み消滅したかに見えたが、偶然に穴へと近づいてきた絵美子をハルカだと黒木に錯覚させ、石蓋を開けることがあたかもハルカの願いであるかのように思い込ませた。それによって黒木はついに石蓋を開けてしまい、マーラーは再び世界中に満ちてしまう。
- 名前は仏教の悪しきものを意味するマーラに由来する。

人造人間 エピゴノイド
第5話「言葉のない街」に登場。
50年前に田所博士が愛の研究をする目的で開発したアンドロイド。相手の心情を会話せずとも理解する機能を持つ。全員タートルネックの薄いシャツを着ており、左耳の下に白い格子状の模様が存在する。
最初にプロトタイプである女性型のメリと男性型のハシオが製造され、「真の愛とは何か」を探る研究が行われたが、お互いの心を完全に読み取ってしまう彼らの間に愛は生まれず、実験は失敗に終わった。実験の後、メリとハシオをベースにしたエピゴノイド数十体が製造・販売された。しかし、人間の悪意までも読み取ってしまうことに耐えきれなくなった彼らは販売から5年後に購入者たちの元を去り、開発者である博士の屋敷の建つ街を買い取って生活していた。
博士の息子の要望により街を訪れた南風原たちと対話し、「相手の心情が分からない不完全な心」を欲したが、動力源であるヒッグス粒子電池の寿命が尽きたために全個体が機能を停止した。
- 名前はギリシア語で「後に生まれた者」を意味するエピゴノイとアンドロイドを合わせた造語である。

悪臭怪獣 セーデガン
第6話「もっとも臭い島」に登場。
太平洋の無人島に棲息している怪獣。巨大な鼻を備えたトロールのような顔をしており、ずんぐりとした体型の持ち主。鼻から分泌する体液は強烈な悪臭を発するが、傷を治療する効果がある上、時間の経過と共に芳香へと変化する。また、自ら「セーデガン」と名乗り、人間の言葉を理解するなど知能は高い模様。
とても心優しい性格で、孤島に漂着した女性・上田優希を介抱し、彼女と交流を深めた。セーデガンの体液が悪臭から芳香へと変化することに気付いた優希は、体液を香水・Sedecanne（セーデカンヌ）としてヒットさせ、会社社長へと出世する。優希はセーデガンを保護するために孤島の買収を図るが、情報収集衛星の写真によってセーデガンの存在が公になってしまう。セーデガンの放つ悪臭を有毒ガスであると懸念した陸上自衛隊は島へと上陸、優希の説得も空しく開始された一斉射撃によってセーデガンは死亡した。
- 企画プロットでの名称はセーデカン。
- デザインは後藤正行が担当した。モチーフはアザラシ。
- 監督の田口清隆によるイメージスケッチでは、背中はネロンガのような形状と指定されていたが、実際の造型ではレッドキングをイメージしたものとなっている。

謎の怪奇植物
第6話「もっとも臭い島」に登場。
セーデガンの住む無人島に生息する無害な怪奇植物。
- 書籍によっては、名称を怪奇植物と記述している。
- 『円谷プロ全怪獣図鑑』では、『ウルトラマン』に登場するスフランとの類似性について記述している。

セーデガン化した優希
第6話「もっとも臭い島」に登場。
死んだセーデガンの体液が顔に付着した優希が変化した怪人。セーデガンと同様の巨大な鼻を持ち、ゆっくりした口調で会話する。鼻からセーデガンと同種の芳香体液を分泌する。

鉄貝獣 ガストロポッド
第7話「鉄の貝」に登場。
体全体が高温に耐えられる組織で覆われている巨大な巻貝。足は硫化鉄に覆われている。食料の熱エネルギーを食べる生物で、それを食べると一時的に体温が上昇するも、すぐに元に戻る。地底の熱エネルギーを食べることで地震を防ぐ生物である。活発になった火山活動による地殻変動の影響で、熱エネルギーを求めて日本全国の火山地帯に大量に出現した。
ガストロポッドの発する熱が地殻変動を引き起こすと誤解した福田明教授と政府の研究チームによって、高濃度の液体窒素を浴びせられて次々と退治されてしまう。だが、少女・波多野マヤの匿っていた最後の一匹が自らの命と引き換えに数個の卵を産卵した。

ギ・ノール星侍従武官 ハタ・ギ・ノール
第8話「思い出は惑星（ほし）を越えて」に登場。
竜座矮小銀河に位置する惑星ギ・ノールから地球に転送されて来た侍従武官。顔や全身に幾何学模様が描かれている。年齢は479歳。地球では、ギ・ノール人の栄養物に近いというウィスキーを栄養源として飲む。黒い血を流し、死ぬと消滅する。地球とギ・ノールの科学技術は雲泥の差らしい。ギ・ノール人は寛大で礼儀正しいことで通っているが、それを侮辱されると怒る。格闘技の達人で、命中と同時に衝撃波を放つ、特殊な両刃の短剣が武器。通信機としても使える小型のホログラフ発生装置を持つ。危険を感じ取る能力や、特定の人にのみ自分の姿を見えるようにする能力も身につけている。地球の通貨は持っておらず、代わりに手から多数の小さな金の塊を作り出す。
前教皇の死後、教皇の御心で結ばれていたギ・ノール星は民族紛争が耐えなくなり、教皇が地球で転生した姿である地球の青年・浩一をギ・ノール星に連れて行くことで、星の平穏を取り戻す任務を受けていた。だが浩一に拒まれ、さらに浩一が地球の「国境なき医師団」に加わって世界の人々を救おうとしていることを知り、星の問題は自分たちで解決するべきではと考えて引き下がる。そして、浩一を狙ってきたホウショウ族の暗殺者たちと戦って刺し違え、浩一に立派な医師になって地球を救うようにと伝えて死亡した。

ギ・ノール神祇官
第8話「思い出は惑星（ほし）を越えて」に登場。
ギ・ノール教皇を補佐して祭政を司っていた者。

宇宙暗殺者 ホウショウ族
第8話「思い出は惑星（ほし）を越えて」に登場。
ギ・ノール星の教皇の存在に異議を唱える、左派の暗殺者たち。格闘技の達人で、ハタと同じ種類の武器を持つ。ギ・ノール星神祇官たちを襲撃したほか、地球にも前教皇の転生者を暗殺するために数人が送り込まれたが、こちらはハタによって全員倒された。

吸引怪獣 プラーナ
第9話「東京プロトコル」に登場。
日本各地に突如出現した正体不明の怪獣。工場地帯のあちこちに立つ煙突などに寄生。温室効果ガスを吸収して空気をクリーンにし、経済成長を結果的に加速させた。通常は風船形だがトゲのある形状に変化し、最終的に破裂することで巨大な花を咲かせる。
- 『円谷プロ全怪獣図鑑』では、各形態の名称をプラーナA・プラーナB・プラーナC・プラーナフラワーと記述している。
- 第二形態のプロップは、『ウルトラマンX』に登場するグリーザ（第一形態）に改造された。

見習い怪獣 ファルマガン
第10話「ファルマガンとミチル」に登場。
枯れ木や木の葉、ゴミやガラクタの塊で体が構成された人型の怪獣。凶暴性はなく、心優しい性格で、かざした手から放つ力で生物の体の傷を治したり、物体を修復する能力を持っているが、命を削ってしまう。車いすの少女・矢代ミチルの足を治したことで、ゴミに戻る。

知的恐球 アルゴス
第11話「アルゴス・デモクラシー」に登場。
怪光線を放ち、頑丈なシールドを張って隔離空間を作り出す能力を持つ。人類に興味を持ち、空間の歪みと共に意思を持つ鏡面状の球体の姿で出現したが、実体は不明。民主主義に興味を持ち、理不尽な国民投票を人々に迫った。

古代生物 ソーマ
第12話「ホミニス・ディグニターティ」に登場。
三葉虫状の小型の寄生生物。日本最古の地層から発見され、クローニングを施されて蘇った。共生した人間の老化を防ぎ、できるだけ長く共生するという能力を持っている。極端に個体数が少ないため、後に優秀な人間に移植手術する制度が生まれる。

## キャスト

### レギュラー・準レギュラー
- 南風原仁 - 田辺誠一
- 渡良瀬絵美子 - 高梨臨
- 白山正平 - 尾上寛之
- 屋島 - 島田雅彦
- 丹下 - 辰巳蒼生
- ナレーター - 長塚圭史、外崎明彦（予告編のみ）

### ゲスト
- 小林達也 - 滝藤賢一（1）
- 井草六郎 - 品川徹（1）
- 梶原官房長官 - 油井昌由樹（1,11）
- 怪獣保護協会（OSC）メンバー - 大山雄史（1）
- 労務者風の男 - 岸建太朗（1）
- 大山シロウ - 足立建夫（2）
- 大山シズエ - 藤あけみ（2）
- 東郷国連事務総長 - 堀内正美（2）
- 子供 - 金井光翔、分部顕伸（2）
- ヴァルカヌス星人・羽屋丈二 - 村杉蝉之介（3）
- 美樹 - 小泉深雪（3）
- カップル - 島田大輔、斉藤めぐみ（3）
- マーラー - 日向丈（4）
- 黒木第千 - 村上淳（4）
- ハルカ - 咲世子（4）
- メリ - 太田莉菜（5）
- ハシオ - 尚玄（5）
- 美鈴 - 鰐淵晴子（5）
- 田所春彦 - サイ・ホージン（5）
- 田所博士 - 日野陽仁（5）
- 上田優希 - 市川実和子（6）
- 三上三佐 - 中野剛（6）
- 福田明 - 岩松了（7）
- 波多野マヤ - 平澤宏々路（7）
- マヤの父親 - 川瀬陽太（7）
- 船員 - 佐藤良洋（7）
- 記者 - 足立学（7）
- 警官 - 神代宏人、川又シュウキ（7）
- ハタ・ギ・ノール - 渋川清彦（8）
- ギ・ノール星前教皇 / 浩一 - 染谷将太（8）
- 敬子 - 山下リオ（8）
- 森安タケシ - 内野智（9）
- 森安ヒロシ - 加部亜門（9）
- マサル - 関智一（9）
- 秘書 - 高部あい（9）
- ケンジ - 佐々木祐陽（9）
- ファルマガン - ヨコタシンゴ（10）
- 矢代ミチル - 大野いと（10）
- 牧野イズミ - 大沢ひかる（10）
- 本田ユウマ - 山本涼介（10）
- 唐沢貴子 - 室井滋（11）
- ヤマグチ - 光石研（11）
- 村上警部 - 螢雪次朗（11）
- ノムラ - 山本浩司（11）
- モリタ - 市鏡赫（11）
- 宮田 - 水澤紳吾（11）
- 刑事 - 奈良坂篤（11）
- 主婦 - 藤倉みのり（11）
- 人質の少女 - 黒木百合愛（11）
- レポーター - いせゆみこ（11）
- 橘ヒカル - 杉咲花（12）
- 山野ユリ - 田辺桃子（12）
- 二葉 - 川崎賢一（12）
- 教師 - 宇田川さや香（12）
- ホミニス生徒 - 安保泰我、川嶋月（12）

### 声の出演
- プラーナ - 神谷誠（9）
- アルゴス - 河野宏明（11）

## スタッフ
- 監督：石井岳龍、田口清隆、入江悠、中井庸友
- 脚本：いながききよたか、山本あかり、加藤綾子
- 音楽：宮内國郎、福田裕彦
- 怪獣デザイン：後藤正行（ニルワニエ、ガストロポッド）、田口清隆（ブレザレン、セーデガン）

## 放送日程
| 話数   | 放送日  | サブタイトル               | 登場怪獣・宇宙人                                                                                    | 脚本                        | 監督     |
| ------ | ------- | -------------------------- | --------------------------------------------------------------------------------------------------- | --------------------------- | -------- |
| 第1話  | 1月12日 | クォ・ヴァディス           | 巡礼怪獣 ニルワニエ                                                                                 | いながききよたか            | 石井岳龍 |
| 第2話  | 1月19日 | 洗濯の日                   | 洗濯怪獣 ブレザレン                                                                                 | いながききよたか            | 田口清隆 |
| 第3話  | 1月26日 | 宇宙から来たビジネスマン   | 宇宙ビジネスマン ヴァルカヌス星人・羽屋丈二                                                         | いながききよたか 山本あかり | 入江悠   |
| 第4話  | 2月02日 | パンドラの穴               | 暗黒悪意 マーラー                                                                                   | いながききよたか            | 石井岳龍 |
| 第5話  | 2月09日 | 言葉のない街               | 人造人間 エピゴノイド                                                                               | いながききよたか            | 中井庸友 |
| 第6話  | 2月16日 | もっとも臭い島             | 悪臭怪獣 セーデガン セーデガン化した優希 謎の怪奇植物                                               | いながききよたか 山本あかり | 田口清隆 |
| 第7話  | 2月23日 | 鉄の貝                     | 鉄貝獣 ガストロポッド                                                                               | いながききよたか 加藤綾子   | 入江悠   |
| 第8話  | 3月02日 | 思い出は惑星を越えて       | ギ・ノール星侍従武官 ハタ・ギ・ノール 宇宙暗殺者 ホウショウ族 ギ・ノール星神祇官 ギ・ノール星前教皇 | いながききよたか            | 石井岳龍 |
| 第9話  | 3月09日 | 東京プロトコル             | 吸引怪獣 プラーナ                                                                                   | いながききよたか 山本あかり | 田口清隆 |
| 第10話 | 3月16日 | ファルマガンとミチル       | 見習い怪獣 ファルマガン                                                                             | いながききよたか 加藤綾子   | 中井庸友 |
| 第11話 | 3月23日 | アルゴス・デモクラシー     | 知的恐球 アルゴス                                                                                   | いながききよたか            | 入江悠   |
| 第12話 | 3月30日 | ホミニス・ディグニターティ | 古代生物 ソーマ                                                                                     | いながききよたか            | 中井庸友 |

## 映像ソフト化
2013年6月21日より東映ビデオからBlu-ray DiscとDVDがリリースされた。

## 特別映画上映
2013年11月9日より毎月9の日を「Qの日」とし、4回に分けて本作品から3話ずつ、『総天然色ウルトラQ』から1話ずつが特別に劇場公開された。また、劇場オリジナルとして、本編を振り返るショートアニメ「屋島教授の部屋」も各話間に上映された。
公開は、TOHOシネマズ日劇ほか全国のTOHOシネマズ系列15館限定となっている。料金は1,500円均一となっており、メイン館であるTOHOシネマズ日劇では、毎回初日にゲストを招いてトークショーを開催し、1週間レイトショー上映が行われた。なお、上映にはすべてBD用マスターが用いられている。
ネオ・ウルトラQ 特別上映 part I
2013年11月9日公開
- 第8話「思い出は惑星（ほし）を越えて」
- 第9話「東京プロトコル」
- 第7話「鉄の貝」
- 『総天然色ウルトラQ』より第1話「ゴメスを倒せ!」

ネオ・ウルトラQ 特別上映 part II
2013年12月9日公開
- 第10話「ファルマガンとミチル」
- 第4話「パンドラの穴」
- 第6話「もっとも臭い島」
- 『総天然色ウルトラQ』より第20話「海底原人ラゴン」

ネオ・ウルトラQ 特別上映 part III
2014年1月9日公開
- 第3話「宇宙（そら）から来たビジネスマン」
- 第5話「言葉のない街」
- 第1話「クォ・ヴァディス」
- 『総天然色ウルトラQ』より第19話「2020年の挑戦」

ネオ・ウルトラQ 特別上映 part IV
2014年2月9日公開
- 第2話「洗濯の日」
- 第11話「アルゴス・デモクラシー」
- 第12話「ホミニス・ディグニターティ」
- 『総天然色ウルトラQ』より第15話「カネゴンの繭」